# سید تاج‌الدین شیخ ابوطالب
سید تاج الدین شیخ ابوطالب (متولد ۱۹۴۳) نقاش مالزیایی است. او برای نقاشی‌هایش در سبک گورکانی از مناظر شناخته‌شده است. تمایز سبک او در ارائه‌ای رومانتیک و پر از رنگ‌ها با الهامگیری از غار آجانتا، نقاشی‌های ماهاراشترا و هنر گورکانی (از آثار غنی هندوستان) است. در آثار او هنر سنتی، هنرهای تجسمی و ارتباط ادبیات، موسیقی، رقص، مجسمه‌سازی و فلسفه در نظر گرفته شده‌است. در بسیاری از آثارش علاقه خود به موضوع زن و عشق انسانی را با تجلی نمادها و استعاره نمایش می‌دهد.